# Daniela Gómez
Daniela Gómez (ur. 24 sierpnia 1993) – argentyńska lekkoatletka specjalizująca się w rzucie młotem.
Brązowa medalistka mistrzostw Ameryki Południowej juniorów młodszych z 2010 roku. W sezonie 2011 była dziesiąta na mistrzostwach Ameryki Południowej, czwarta na mistrzostwach panamerykańskich juniorów oraz zwyciężyła w mistrzostwach kontynentu południowoamerykańskiego juniorów. Podczas mistrzostw świata juniorów w Barcelonie (2012) nie zaliczyła żadnej mierzonej próby w eliminacjach, na młodzieżowych mistrzostwach Ameryki Południowej była piąta. 
Rzut młotem uprawia także jej brat Joaquín Gómez, ich ojciec Daniel Gómez zdobywał medale mistrzostw Ameryki Południowej. 
Rekord życiowy: 58,64 (30 czerwca 2012, Buenos Aires). 

## Osiągnięcia
| Rok  | Impreza                                            | Miejsce      | Pozycja     | Wynik |
| ---- | -------------------------------------------------- | ------------ | ----------- | ----- |
| 2010 | Mistrzostwa Ameryki Południowej juniorów młodszych | Santiago     | 3. miejsce  | 46,61 |
| 2011 | Mistrzostwa Ameryki Południowej                    | Buenos Aires | 10. miejsce | 51,42 |
| 2011 | Mistrzostwa panamerykańskie juniorów               | Miramar      | 4. miejsce  | 52,33 |
| 2011 | Mistrzostwa Ameryki Południowej juniorów           | Medellín     | 1. miejsce  | 54,49 |
| 2012 | Mistrzostwa świata juniorów                        | Barcelona    | el –        | NM    |
| 2012 | Młodzieżowe mistrzostwa Ameryki Południowej        | São Paulo    | 5. miejsce  | 56,55 |